# Marinda
Marinda es un concejo del municipio de Cuartango, en la provincia de Álava, España. 

## Aldeas
Forman parte del concejo las aldeas de:
- Iñurrieta
- Marinda
- Santa Eulalia
- Urbina de Basabe
- Villamanca

## Demografía
| Gráfica de evolución demográfica de Marinda entre 2000 y 2017 |
|                                                               |
| Población de derecho según los censos de población del INE.   |